# Abigail Mavity
Abigail Elizabeth Mavity (ur. 4 marca 1993) – amerykańska aktorka.

## Filmografia
- Szept serca (Mimi wo Sumaseba, 1995) jako Nao (ang. głos)
- Potyczki Amy (Judging Amy, 1999) jako Ashley Oakes (gościnnie)
- Dotyk anioła (Touched by an Angel, 2000) jako Millie (gościnnie)
- Sprawy rodzinne 2 (Family Law, 2000) jako Marla Anderson (gościnnie)
- Życie przede wszystkim (Strong Medicine, 2001) jako Raquel (gościnnie)
- Kiedy Billie pokonała Bobby’ego (When Billie Beat Bobby, 2001) jako Billie (lat 5)
- The Fighting Fitzgeralds (2001) jako Marie Fitzgerald
- Gideon's Crossing (2001) jako Leah Culman
- Projekt „Jennie” (The Jennie Project, 2001) jako Sarah Archibald
- America's Most Terrible Things (2002) jako Claire Potts
- Coastlines (2002) jako Rachel Lockhart
- Jak pan może, panie doktorze? (Becker, 2002) jako Abigail
- Buffy: Postrach wampirów (Buffy, the Vampire Slayer, 2002) jako Sara (lat 8)
- Napiętnowany (Haunted, 2002) jako Kathy Martin (gościnnie)
- 100 Mile Rule (2002) jako Kaitlin Davis
- Dwóch i pół (Two and a Half Men, 2003) jako Brianna (gościnnie)
- Anioł ciemności (Angel, 2004) jako Hannah
- Zwariowany świat Malcolma (Malcolm in the Middle, 2004) jako Meagan
- Method & Red (2004) jako córka (gościnnie)
- Summerland (2004) jako Martha McFarlane (gościnnie)
- Kochane kłopoty (Gilmore Girls, 2004) jako Joanna Krumholtz
- Drake i Josh (2004) jako Pigtail Girl
- Dowody zbrodni (Cold Case, 2004) jako Rita Baxter (gościnnie)
- Final Fantasy VII: Advent Children (2005) ang. głos
- Star and Stella Save the World (2007) jako Star Sanders
- Wiadomości bez cenzury (The Onion Movie, 2008) jako Roseanne McCormick
- Agenci NCIS (Navy NCIS: Naval Criminal Investigative Service, 2008) jako Jordyn Wright
- A Kiss at Midnight (2008) jako Jennifer Sherman
- Mentalista (The Mentalist, 2009) jako Celia (gościnnie)
- The Other Side (2010) jako Jenny
- Love Begins (2011) jako Cassie Barlow
- L.A. Noire (2011) jako Michelle Moller (głos)
- Miłość w wielkim mieście (Love Bites, 2011) jako Kit (gościnnie)
- Zeke i Luther (Zeke and Luther, 2009–2012) jako Lisa Grubner
- Lone (2011) jako Abby
- Isabel (2012) jako Karen Lorenz
- Życie ostateczne (The Ultimate Life, 2013) jako młoda Hanna Roberts

## Nagrody
Nagroda Młodych Artystów
- Nominacja do nagrody za serial Napiętnowany (2003).
- Nominacja do nagrody za serial Zeke i Luther (2011).